# 阳都故城
阳都故城，位于山东省临沂市沂南县砖埠镇孙家黄瞳村，是中华人民共和国山东省文物保护单位之一。
2006年12月7日，授予山东省文物保护单位，是一座古遗址。